# Hypostomus carinatus
Hypostomus carinatus är en fiskart som först beskrevs av Steindachner, 1881.  Hypostomus carinatus ingår i släktet Hypostomus och familjen Loricariidae. Inga underarter finns listade i Catalogue of Life.